# فيرنر ميلر
فيرنر ميلر هو رسام سويسري، ولد في 4 ديسمبر 1892 في Biberist ‏ في سويسرا، وتوفي في 27 سبتمبر 1959 في Kyburg-Buchegg ‏ في سويسرا.